# ماهر عثمان
ماهر عثمان (عربی: ماهر إسماعيل عثمان؛ زادهٔ ۸ ژانویهٔ ۱۹۹۱) یک ورزشکار اهل عربستان سعودی است.
از باشگاه‌هایی که در آن بازی کرده‌است می‌توان به باشگاه فوتبال الاهلی عربستان سعودی و باشگاه فوتبال الوحده عربستان سعودی اشاره کرد.